# Todor Jovanović
Todor - Toša Jovanović (Veliki Bečkerek, 2. lipnja 1845. – Beograd, 17. veljače 1893.), srbijanski kazališni glumac. Bio je član Narodnog kazališta u Beogradu i Hrvatskog narodnog kazališta u Zagrebu.
Rođen je 21. svibnja prema julijanskom kalendaru odnosno 2. lipnja prema gregorijanskom kalendaru. Otac Jovan "Aća" Jovanović bio je šef orkestra, a mati glumica Julka Jovanović (1846.—1939.), kći kazališnog šaptača Paje Stepića. Glumi ga je učio Aleksandar Bačvanski (1832.—1881.), redatelj i glumac Narodnog kazališta.
Kazališni kritičari, njegovi suvremenici, hvalili su ga za odglumljene likove ljubavnika i junaka. Kao glumac bio je lijepe muževne pojave i zvonka glasa, tumač velikoga klasičnog repertoara.
Umro je 17. veljače 1893. godine. Pokopan je na Novom groblju u Beogradu.
Prema Toši Jovanoviću danas se zove Narodno kazalište Toša Jovanović u Zrenjaninu.

## Vanjske poveznice
- VIAF
- Znamenite ličnosti Zrenjanina
- Narodno kazalište Toša Jovanović u Zrenjaninu  Arhivirana inačica izvorne stranice od 3. ožujka 2009. (Wayback Machine)